# Visit Friesland Elfsteden Race 2023
La Visit Friesland Elfsteden Race 2023, seconda edizione della corsa e valida come prova dell'UCI Europe Tour 2023 categoria 1.1, si svolse il 4 ottobre 2023 su un percorso di 204,8 km, con partenza e arrivo a Leeuwarden, nei Paesi Bassi. La vittoria fu appannaggio del belga Jasper Philipsen, il quale completò il percorso in 4h24'38", alla media di 46,434 km/h, precedendo l'olandese Olav Kooij e il connazionale Davide Bomboi.
Sul traguardo di Leeuwarden 63 ciclisti, dei 113 partiti dalla medesima località, portarono a termine la competizione.

## Squadre e corridori partecipanti
| N.    | Cod. | Squadra                  |
| ----- | ---- | ------------------------ |
| 1-7   | JAY  | Team Jayco AlUla         |
| 11-17 | TJV  | Jumbo-Visma              |
| 21-27 | ADC  | Alpecin-Deceuninck       |
| 31-36 | ICW  | Intermarché-Circus-Wanty |
| 41-47 | DSM  | Team DSM-Firmenich       |
| 61-67 | Q36  | Q36.5 Pro Cycling Team   |
| 71-77 | TFB  | Team Flanders-Baloise    |
| 81-87 | UXT  | Uno-X Pro Cycling Team   |
| 91-97 | ABC  | Abloc CT                 |

| N.      | Cod. | Squadra                         |
| ------- | ---- | ------------------------------- |
| 101-107 | ALQ  | Allinq Continental Cycling Team |
| 111-117 | BCY  | Beat Cycling Team               |
| 121-127 | MET  | Metec-Solarwatt p/b Mantel      |
| 131-137 | TDT  | TDT-Unibet Cycling Team         |
| 141-147 | VWE  | VolkerWessels Cycling Team      |
| 151-157 | LKH  | Team Lotto-Kern Haus            |
| 161-167 | XSU  | XSpeed United Continental       |
| 171-177 | SRT  | Scorpions Racing Team           |

## Ordine d'arrivo (Top 10)
| Pos. | Corridore          | Squadra       | Tempo    |
| ---- | ------------------ | ------------- | -------- |
| 1    | Jasper Philipsen   | Alpecin       | 4h24'38" |
| 2    | Olav Kooij         | Jumbo         | s.t.     |
| 3    | Davide Bomboi      | TDT           | s.t.     |
| 4    | Luka Mezgec        | Jayco         | s.t.     |
| 5    | Huub Artz          | Metec         | s.t.     |
| 6    | Hartthijs de Vries | TDT           | s.t.     |
| 7    | Lionel Taminiaux   | Alpecin       | a 4"     |
| 8    | Max Kroonen        | VolkerWessels | a 5"     |
| 9    | Rick Ottema        | Allinq        | s.t.     |
| 10   | Edoardo Affini     | Jumbo         | a 8"     |